# ذخاطة
ذَخَّاطة أو شياطين البحر السود (الاسم العلمي: Melanocetus)، جنس أسماك بحرية لجيّة من شائكات الزعانف وفصيلة الذخاطيات. أنواعه خمسة، توجد في المياه الاستوائية والمعتدلة في المحيط الأطلسي والمحيط الهندي والمحيط الهادي، مع نوع واحد معروف فقط في بحر روس.